# Estrella K V
Un estel K V o estrella K V, també conegut com a nan taronja o estrella nana taronja és un estel de la seqüència principal de tipus espectral K i lluminositat de classe V. Aquests estels tenen una mida entre els nans vermells i els nans grocs anàlegs al Sol. Tenen masses compreses entre el 0,6 a 0,9 vegades la massa solar. i temperatura superficial entre els 3.900 i els 5.200K.,Taules VII,VIII.
Exemples molt coneguts d'aquests tipus d'estels són Alpha Centauri B (K1 V) i Epsilon Indi. Aquests estels presenten un particular interès en la recerca de via extraterrestre, ja que són estables en la seqüència principal durant un llarg període (entre 15.000 i 30.000 milions d'anys comparats amb els 10.000 milions del Sol). Aquest fet permetria crear un ambient favorable per al desenvolupament de la vida en els planetes que els orbitessin. Els estels nans taronges són tres o quatre vegades més abundants que els estels semblants al Sol, fent que la recerca de planetes extrasolars sigui més fàcil.
La següent taula recull els nans taronges situats a menys de 20 anys llum de la Terra:
| Estel            | Tipus Espectral | Magnitud aparent | Magnitud absoluta | Ascensió Recta (J2000) | Declinació (J2000) | Distància (Anys llum) |
| ---------------- | --------------- | ---------------- | ----------------- | ---------------------- | ------------------ | --------------------- |
| α Centauri B     | K0V             | 1,35             | 5,70              | 14h 39m 35.08s         | −60° 50' 13.8"     | 4,39                  |
| ε Eridani        | K2V             | 3,72             | 6,18              | 03h 32m 55.84s         | −09° 27' 29.7"     | 10,5                  |
| 61 Cygni A       | K5.0V           | 5,20             | 7,49              | 21h 06m 53.94s         | +38° 44' 57.9"     | 11,4                  |
| 61 Cygni B       | K7.0V           | 6,05             | 8,31              | 21h 06m 53.94s         | +38° 44' 57.9"     | 11,4                  |
| ε Indi           | K5Ve            | 4,69             | 6,89              | 22h 03m 21.66s         | −56° 47' 09.5"     | 11,8                  |
| Groombridge 1618 | K7.0V           | 6,60             | 8,16              | 10h 11m 22.14s         | +49° 27' 15.3"     | 15,9                  |
| ο² Eridani A     | K1Ve            | 4,43             | 5,92              | 04h 15m 16.32s         | −07° 39' 10.3"     | 16,5                  |
| 70 Ophiuchi A    | K1Ve            | 4,24             | 5,71              | 18h 05m 27.29s         | +02° 30' 00.4"     | 16,6                  |
| 70 Ophiuchi B    | K5Ve            | 6,01             | 7,48              | 18h 05m 27.29s         | +02° 30' 00.4"     | 16,6                  |
| σ Draconis       | K0V             | 4,67             | 5,87              | 19h 32m 21.59s         | +69° 39' 40.2"     | 18,8                  |
| Gliese 570 A     | K5Ve            | 5,72             | 6,86              | 14h 57m 28.00s         | −21° 24' 55.7"     | 19,3                  |
| η Cassiopeiae B  | K7V             | 7,51             | 8,64              | 00h 49m 06.29s         | +57° 48' 54.7"     | 19,4                  |
| 36 Ophiuchi A    | K1Ve            | 5,07             | 6,18              | 17h 15m 20.98s         | −26° 36' 10.2"     | 19,5                  |
| 36 Ophiuchi B    | K1Ve            | 5,11             | 6,22              | 17h 15m 20.98s         | −26° 36' 10.2"     | 19,5                  |
| 36 Ophiuchi C    | K5Ve            | 6,33             | 7,45              | 17h 16m 13.36s         | −26° 32' 46.1"     | 19,5                  |
| Gliese 783 A     | K3V             | 5,32             | 6,41              | 20h 11m 11.94s         | −36° 06' 04.4"     | 19,7                  |